# Vallelunga Pratameno
Vallelunga Pratameno (Vaḍḍiloṅga in siciliano) è un comune italiano di 3 030 abitanti del libero consorzio comunale di Caltanissetta in Sicilia.

## Geografia fisica
Vallelunga Pratameno è il comune più settentrionale del libero consorzio comunale, e sorge in una valle pianeggiante, a est del fiume Platani. Dista 74 km da Agrigento, 50 km da Caltanissetta, 69 km da Enna, 98 km da Palermo.

## Storia
Si suppone che il territorio di Vallelunga fosse abitato sin dall'età del bronzo. A testimonianza di ciò il sito ritrovato in contrada Tanarizzi che consiste in una tomba al cui interno vi sono dei resti umani risalenti all'età del bronzo e dei vasi che sono ora custoditi all'interno del Museo archeologico regionale Paolo Orsi. In località Casabella, tra i territori di Vallelunga e Villalba si possono visitare i resti di un antico insediamento urbano.
Recentemente, durante i lavori di ammodernamento della ferrovia Palermo - Catania, è stata ritrovata una villa romana in contrada Manca. Gli scavi sono tuttora in corso.
L'attuale centro urbano nacque nel 1623, grazie al nobile Pietro Marino, che ottenne la opportuna "licentia populandi". Il paese mantenne solo il nome Vallelunga sino al 1865. In quell'anno fu aggiunto l'appositivo Pratameno in onore del duca di Pratameno fondatore del nuovo borgo. Fu sotto la dinastia dei Notarbartolo che al territorio vennero apportate varie migliorie.

## Monumenti e luoghi d'interesse
- Chiesa madre, dedicata a Santa Maria di Loreto, eretta nel 1634, custodisce la statua della Beata Vergine Maria, patrona della città. Ha una struttura a tre navate, a croce latina. La sua facciata presenta due torri campanarie.
- Fontana del Tritone, sita in piazza Umberto I
- Oratorio del Signore, eretto nel 1798.
- Chiesa della Madonna del Rosario, costruita nel 1770.
- Tomba di Vallelunga, una grotta risalente all'età del bronzo.
- La "pirrera", costone roccioso da cui si ha una bellissima visuale del panorama locale.
- "museo della civiltà contadina" presso l'ex plesso scolastico "Perez" (che prende nome dal politico siciliano Francesco Paolo Perez), dove scoprire gli antichi mestieri e le vecchie usanze.

## Società

### Evoluzione demografica
Abitanti censiti

## Economia
Situato nella parte nord del libero consorzio comunale di Caltanissetta, è ricco di tradizioni, artigianato e prodotti della campagna: mandorle, pomodori, frumento, uva e olive. Anticamente era un centro fiorente di produzione di vasellame e laterizi, scomparso.

## Amministrazione
Di seguito è presentata una tabella relativa alle amministrazioni che si sono succedute in questo comune.
| Periodo          | Periodo          | Primo cittadino    | Partito              | Carica                    | Note  |
| ---------------- | ---------------- | ------------------ | -------------------- | ------------------------- | ----- |
| 28 giugno 1988   | 23 giugno 1993   | Tommaso Biondo     | Democrazia Cristiana | Sindaco                   | [ 5 ] |
| 23 giugno 1993   | 1º dicembre 1997 | Tommaso Biondo     | Democrazia Cristiana | Sindaco                   | [ 5 ] |
| 1º dicembre 1997 | 28 maggio 2002   | Antonino Patti     | lista civica         | Sindaco                   | [ 5 ] |
| 28 maggio 2002   | 15 maggio 2007   | Antonino Patti     | centro-sinistra      | Sindaco                   | [ 5 ] |
| 15 maggio 2007   | 25 gennaio 2011  | Giuseppe Montesano | lista civica         | Sindaco                   | [ 5 ] |
| 27 luglio 2009   | 7 dicembre 2010  | Carmelo Fontana    |                      | commissario straordinario | [ 5 ] |
| 27 luglio 2009   | 7 dicembre 2010  | Andrea Nino Caputo |                      | commissario straordinario | [ 5 ] |
| 27 luglio 2009   | 7 dicembre 2010  | Nicola Diomede     |                      | commissario straordinario | [ 5 ] |
| 31 maggio 2011   | 6 giugno 2016    | Giuseppe Montesano | lista civica         | Sindaco                   | [ 5 ] |
| 6 giugno 2016    | 8 ottobre 2020   | Tommaso Pelagalli  | lista civica         | Sindaco                   | [ 5 ] |
| 8 ottobre 2020   | 12 ottobre 2021  | Concettina Nicosia |                      | commissario straordinario | [ 5 ] |
| 12 ottobre 2021  | in carica        | Giuseppe Montesano | lista civica         | Sindaco                   | [ 5 ] |